# In Blossom Time (film 1911)
In Blossom Time è un cortometraggio muto del 1911 diretto da Sidney Olcott con Gene Gauntier e Jack J. Clark nei ruoli principali. Una storia d'amore nella Florida spagnola.

## Produzione
Il film fu prodotto dalla Kalem Company. Venne girato a Jacksonville, Florida.

## Distribuzione
Distribuito dalla General Film Company, il film - un cortometraggio di una bobina - uscì nelle sale cinematografiche statunitensi il 19 maggio 1911.